# Avril 1791
Cette page présente les faits marquants du mois d'avril 1791.

## Événements

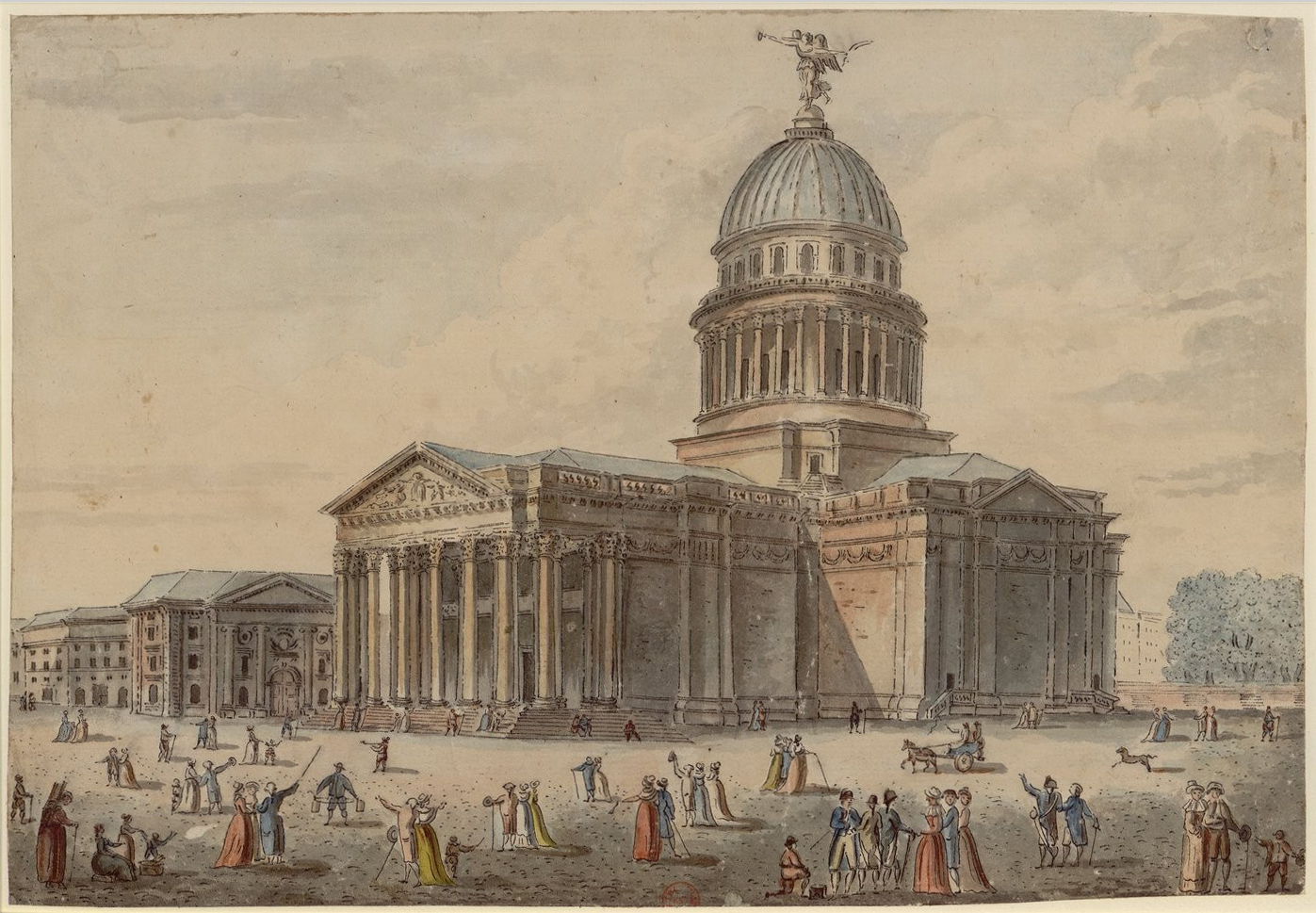
Vue du Panthéon de Paris en 1792

- 1er avril : départ de Falmouth de l'expédition Vancouver autour du globe (fin en 1795)[1].
- 2 avril, France : décès de Mirabeau[2]. Les conseillers de la Cour seront Barnave, Duport et Lameth.
- 4 avril, France : la Constituante adopte le décret qui se termine par « aux grands hommes la patrie reconnaissante » (cette dédicace fut ensuite inscrite sur le fronton du bâtiment), prévoyant que les grands hommes de la France seraient inhumés au Panthéon de Paris, dans l'église Sainte-Geneviève, transformée.
- 13 avril, France : le pape condamne la Constitution civile du clergé comme schismatique et hérétique.
- 18 avril :
  - France : une foule composée de parisiens empêche le roi et la reine de quitter les Tuileries pour se rendre à Saint-Cloud sous le prétexte de « faire leurs Pâques ». C'est cet évènement qui persuada Louis XVI qu'il n'était plus libre (cf. la fuite du roi, le 20 juin).
  - Révolution polonaise dirigée par Stanislas Poniatowski. Hugo Kołłątaj rédige une pétition sur l’initiative de Jean Dekert (en), maire de Cracovie, signée par 141 villes : elle demande la participation de toutes les villes à la Diète, l’accès des bourgeois aux offices et le droit pour eux d’acquérir des domaines ruraux. Cela provoque une vive agitation. On parle de « révolution à la française ». Les conservateurs font désigner une commission spéciale pour les villes. À la suite de longues discussions entre les partisans du roi et ceux de la Diète, la loi sur les villes qui entérine les propositions de la pétition est votée le 18 avril[3].
- 19 avril : 
  - L’East India Company exclut les métis (eurasiens) du droit d’exercer des fonctions en son sein[4].
  - Le Parlement du Royaume-Uni rejette la motion de William Wilberforce pour l'abolition de l'esclavage[5].
- 21 avril :
  - États-Unis : la première pierre qui délimite la future nouvelle capitale est posée.
  - France : démission de La Fayette de la Garde nationale. Il est aussitôt rappelé par la majorité des membres de la garde nationale.
- 27 avril :
  - France : la Constituante adopte le décret sur l'organisation du ministère qui supprime le Conseil du roi.

## Naissances
- 1er avril : Firmin Rogier, diplomate belge († 1er novembre 1875).
- 9 avril : George Peacock († 1858), mathématicien anglais.
- 13 avril : Félix de Mérode, homme politique belge († 7 février 1857).
- 23 avril : James Buchanan, futur président des États-Unis.
- 27 avril : Samuel Morse († 1872), inventeur américain.

## Décès
- 2 avril : Honoré Gabriel Riqueti, comte de Mirabeau, révolutionnaire français, écrivain, diplomate, franc-maçon, journaliste et homme politique français (° 9 mars 1749).